# (2369) Chekhov
(2369) Chekhov es un asteroide perteneciente al cinturón de asteroides, descubierto el 4 de abril de 1976 por Nikolái Stepánovich Chernyj desde el Observatorio Astrofísico de Crimea (República de Crimea).

## Designación y nombre
Designado provisionalmente como 1976 GC8. Fue nombrado Chekhov en honor al escritor ruso Antón Chéjov.